# الجوداو (مناخة)

تعديل مصدري - تعديل

الجوداو هي إحدى قرى عزلة حصبان بمديرية مناخة التابعة لمحافظة صنعاء، بلغ تعداد سكانها 419 نسمة حسب تعداد اليمن لعام 2004.